# Premiul publicului pentru cea mai bună actriță (Academia Europeană de Film)
Premiul publicului pentru cea mai bună actriță este un premiu cinematografic acordat în perioada 1997-2005 de Academia Europeană de Film.

## Câștigători
- 1997 – Jodie Foster (Contact)
- 1998 – Kate Winslet (Titanic)
- 1999 – Catherine Zeta-Jones (Entrapment)
- 2000 – Björk (Dancer in the Dark)
- 2001 – Juliette Binoche (Chocolat)
- 2002 – Kate Winslet (Iris)
- 2003 – Katrin Sass (Good Bye Lenin!)
- 2004 – Penélope Cruz (Don't Move)
- 2005 – Julia Jentsch (Sophie Scholl - The Final Days)